# Saint-Julien-le-Faucon
Saint-Julien-le-Faucon war eine Gemeinde im französischen Département Calvados in der Normandie. Sie gehörte zum Kanton Mézidon-Canon im Arrondissement Lisieux und war Mitglied der Communauté de communes de la Vallée d’Auge. Sie ging mit Wirkung vom 1. Januar 2017 in der neu geschaffenen Gemeinde Mézidon Vallée d’Auge, einer Commune nouvelle, auf. Seither ist sie eine Commune deleguée. 

## Geographie
Nachbarorte sind Grandchamp-le-Château im Nordwesten, Le Mesnil-Simon im Norden, Lessard-et-le-Chêne im Nordosten, Coupesarte im Osten, Vieux-Pont-en-Auge und Les Authieux-Papion.

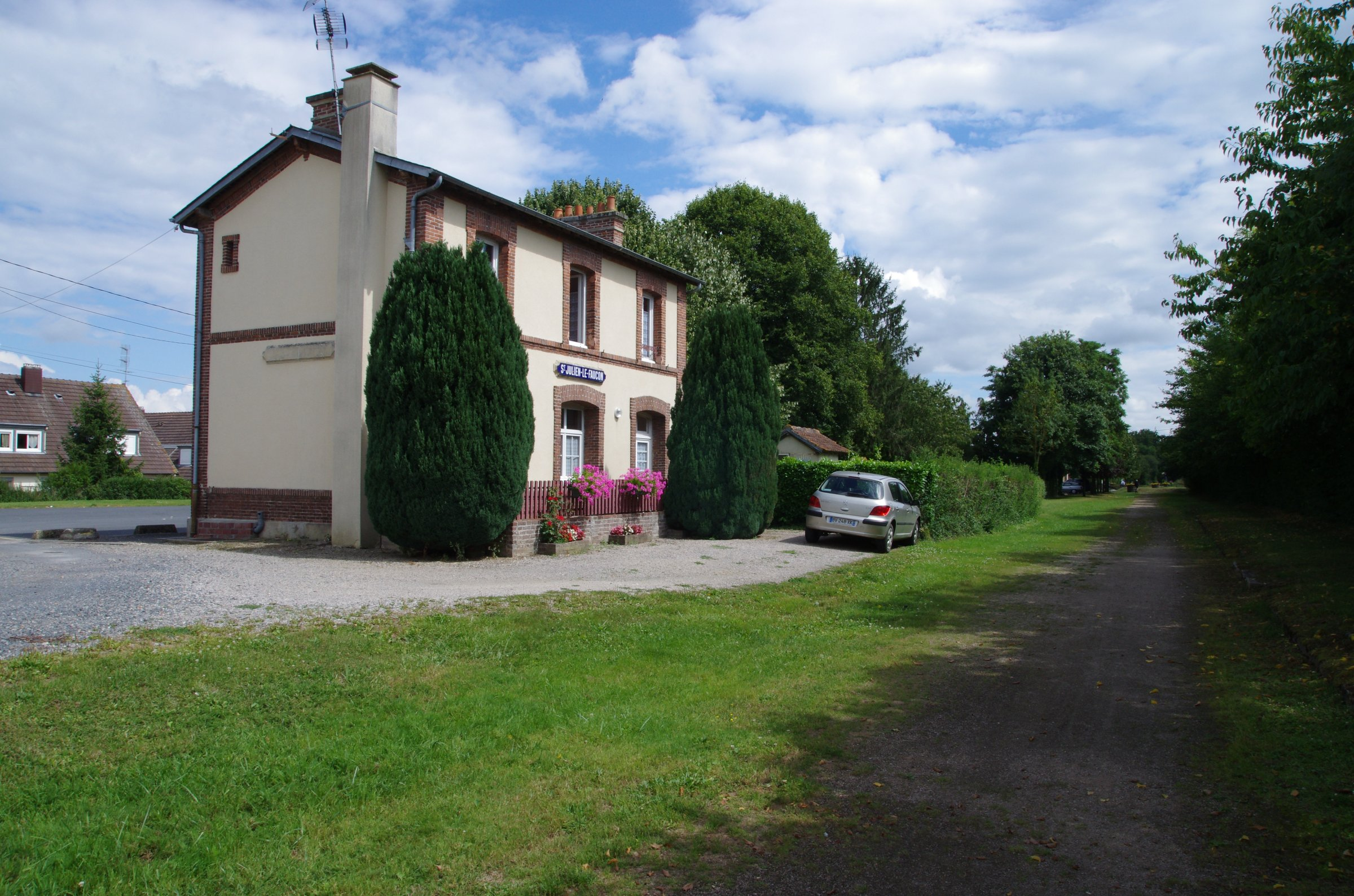
Ehemaliger Bahnhof von Saint-Julien-le-Faucon

## Bevölkerungsentwicklung
| Jahr      | 1962 | 1968 | 1975 | 1982 | 1990 | 1999 | 2008 | 2016 |
| --------- | ---- | ---- | ---- | ---- | ---- | ---- | ---- | ---- |
| Einwohner | 444  | 420  | 405  | 520  | 520  | 582  | 707  | 700  |